# 花の匂い
『花の匂い』（はなのにおい）は、日本のバンド・Mr.Childrenの1作目の配信限定シングル。2008年11月1日にトイズファクトリーより発売された。

## 概要
前作『HANABI』から約2か月ぶりのシングルで、Mr.Childrenとしては初の配信限定シングルとなった。

## 収録曲
| #  | タイトル     | 作詞・作曲 | 編曲                   | 時間 |
| -- | ------------ | ---------- | ---------------------- | ---- |
| 1. | 「花の匂い」 | 桜井和寿   | 小林武史 & Mr.Children | 5:10 |

## 楽曲解説
1. 花の匂い
  - 東宝系映画『私は貝になりたい』（2008年版）主題歌[2]。
  - Mr.Childrenが映画主題歌を担当するのは、31stシングル『旅立ちの唄』以来約1年ぶりとなる。
  - メロディーはタイアップのオファー前から存在していたという。桜井和寿は「『私は貝になりたい』を観て、同時に父親が亡くなったって言うのもあったんで、それがこう……いい具合に命の尊さみたいなもの、あとは死んでもなお誰かの心の中で生き続ける命っていうのをタイミングよく乗せられた」と語っている[3]。
  - ミュージック・ビデオはMr.Childrenでは初のアニメーション映像（クレイアニメのミュージック・ビデオには24thシングル『HERO』がある）で、タイアップと関連して戦争に巻き込まれた家族を描いている。監督は半崎信朗が務めた。2008年12月10日発売の15thアルバム『SUPERMARKET FANTASY』の初回限定盤、2012年5月10日発売のベスト・アルバム『Mr.Children 2005-2010 <macro>』の初回限定盤、2018年3月21日発売のライブ・ビデオ『Mr.Children DOME & STADIUM TOUR 2017 Thanksgiving 25』に収録されている。

## テレビ出演
| 番組名       | 日付           | 放送局     | 演奏曲                               |
| ------------ | -------------- | ---------- | ------------------------------------ |
| うたばん     | 2008年11月20日 | TBS        | 花の匂い                             |
| 僕らの音楽   | 2008年11月21日 | フジテレビ | 花の匂い                             |
| Music Lovers | 2009年1月5日   | 日本テレビ | 花の匂い                             |
| 音楽の日     | 2021年3月11日  | TBS        | 花の匂い はるまついぶき to U forgive |

## ライブ映像作品
| 曲名     | 作品名                                                 |
| -------- | ------------------------------------------------------ |
| 花の匂い | Mr.Children Tour 2009 〜終末のコンフィデンスソングス〜 |

## 収録アルバム
- 『SUPERMARKET FANTASY』
- 『Mr.Children 2005-2010 <macro>』
- 『Mr.Children 2003-2015 Thanksgiving 25』